# Shinobius
Genre
Shinobius est un genre d'araignées aranéomorphes de la famille des Trechaleidae.

## Distribution
Les espèces de ce genre se rencontrent au Japon et en Chine.

## Liste des espèces
Selon World Spider Catalog (version 25.5, 02/12/2024) :
- Shinobius cona Wang, Mu, F. Zhang, Marusik & Z. S. Zhang, 2024
- Shinobius orientalis (Yaginuma, 1967)
- Shinobius yulong H. B. Zhang, Yu & F. Zhang, 2024

## Systématique et taxinomie
Ce genre a été décrit par Yaginuma en 1991 dans les Pisauridae. Il est placé dans les Trechaleidae par Griswold en, 1993.

## Publication originale
- Yaginuma, 1991 : « A new genus, Shinobius, of the Japanese pisaurid spider (Araneae: Pisauridae). » Acta Arachnologica, vol. 40, p. 1-6 (texte intégral).